# Skrill
Moneybookers（2011年以后商標改为Skrill），是一个英国的电子商务企业，其允许客户通过互联网来进行支付。对于个人用户来说，Moneybookers支付系统提供了一个在线的存款帐户以及一个低成本的，基于互联网、替代传统的汇款方式，如支票，汇票和电汇。对商業用户而言，Moneybookers允许商家接收客户通过主流信用卡或Skrill自己的网上账户支付的钱款。
Moneybookers支付系统是由Moneybookers有限公司拥有和经营的，其总部设在英国，公司注册为金融业务，受英国关税总署监管，并在英国金融服务管理局和欧盟许可的范围内进行操作。2012年，该系统被移入一个姐妹公司Skrill有限公司（注册于2010年，使用相同的地址）并更名为Skrill  。

## 历史
moneybookers.com 域名的首次登记时间是2001年6月17日。  2001年7月27日，一家名为的Moneybookers的有限公司在英国注册成立 。  2002年4月1日该公司推出在线支付系统moneybookers.com  在最初的1年半的经营中，有近2万新用户注册使用Moneybookers。2008年9月2日，Moneybookers声称，在世界所有国家处理了超过550万个账户。
2007年3月，Moneybookers被全球投资集团通过1.05亿欧元收购 2009年3月9日，它被全球投资集团估值为3.65亿英镑
2010年2月，《星期日泰晤士报》评价Moneybookers是英国排名增长最快的私募股权投资 （通过投资收益比较）。 截至2012年5月，该公司已经拥有了2500万客户，其中包括120,000 商家账户， 并集成了一些知名品牌，如Facebook、Skype和eBay的全球在线支付体系。

### 品牌重塑
2011年，Moneybookers宣布，他们将他们的服务更名为Skrill。 网站整体更名完成于2013年初。 
2017年8月11日黑石集團和CVC Capital Partners組成的財團以29.6億英鎊（39億美元）收購Skrill和NETELLER的母公司Paysafe Group

## 服务
Moneybookers允许发送和接收41种货币，并支持主要的信用卡和借记卡。同时限制包括在美国和/或欧盟经济制裁名单中的国家。自2008年以来，在美国的客户不能从非美的Moneybookers账户收款，非美国客户无法通过美国的卡片来充值资金以及使用美国银行卡或银行账户来付款。截至2013年2月，美国不包括在支持的国家列表中。
Moneybookers的账户可以保存任何主要货币，但一旦第一笔交易成功后，便不可再改变帐户的使用货币。
个人客户可以在该网站上通过注册他们的电子邮件地址开立一个帐户来使用Moneybookers，并确认一些个人资料，完成一个可选的身份验证过程，从而允许发送/接收大额支付。帐户与它们相关联的电子邮件地址（ES）绑定，因此，从Moneybookers帐户（提款到自己的银行账户或信用卡除外）支付的钱款会“发送”到所支付的那个电子邮件地址中去。分配给Moneybookers帐户的电子邮件地址只能在Moneybookers的支持和帮助下修改或删除，限制每个电子邮件地址只能绑定四个帐户。“服务费”的收费适用于超过12个月未使用的帐户。
客户可以购买Moneybookers品牌的预付费卡，绑定到该帐户，可使用一下四种货币之一：美元、欧元、波兰兹罗提和英镑来消费。
高营业额的客户提供了高级会员称为“Skrill VIP”，包括额外的功能，如：一个安全令牌，以及多币种账户等。
对于企业来说，Moneybookers提供了支付网关，托管支付以及网络短信和传真发送服务。不像一些竞争对手，Skrill通常不涉足商品纠纷，同时信用卡扣费的可用性也很少会受到限制。

## 维基解密的争议
2010年8月，Moneybookers封锁了维基解密收集捐款的帐户，理由是该组织是受到澳大利亚黑名单和美国监视列表的监控。这个决定被言论自由活动家和全球的法院施加压力，原因是维基解密并未真正被指控任何罪